# 胡天游 (清朝)
胡天游（1696年—1758年），一名騤，曾改姓方，字稚威，號雲持。山陰（今浙江紹興市）人。清代詩人。

## 生平
自幼聰敏，有神童之譽，生平好奇任氣，於書無所不窺。雍正七年副貢生。乾隆元年，用座主溧陽任尚書蘭枝薦舉，召試博學鴻詞，持服未與試。二年補考，鼻血大作，納卷而出。性耿介，學極淵博，才思浩瀚，名動公卿，襄勤伯相國文端公鄂爾泰欲見之不可，強聘焉。雅跽相對，問兩戒形臠，九乾躔度，八十一家文墨，口汨汨如傾海。十六年再薦經學，有一品官忌之，為蜚語聞。上御正殿，問：“今年經學中胡天游何如？”眾未對。溧陽相國史文靖公貽直奏胡天游宿學有名。上曰：“得毋奔兢否？”史免冠搖首曰：“以臣所聞，太剛太自愛。”上默然。自後薦舉無敢復言天游者。蓋負才名三十餘年，再膺特薦，卒不過，恃才嫚罵，人多忌之。老益因，修志太原，乾隆丙辰（1736年）舉博學鴻詞，不就，寄情於山水，酷愛鐘鼎、竹簡。乾隆二十三年，客死山西蒲州，年逾六十矣。

### 著作
善作駢體文，今傳世者有《石笥山房集》若干卷。又嘗譔《春秋夏正》二卷，附《三統論》三篇，詞博而辨。道光初元，其族人搜 求遺書，始得其手稿，刻成於十年三月也。自序曰：“不知《春秋》之時則亂經，亂 經則孔子之義失，文武之道敝。故學《春秋》者，必先知時，推周復夏，以合乎《春 秋》，然後文立而義正。《春秋》之時，或習勿能疑，疑勿能辨，辨勿能抉，抉勿能核，久哉曀而無廓也。予既作《三統論》，欲究義類，復譔斯編。

### 評價
齊召南稱讚其文說:“磊落擅奇氣，下筆驚人，矯挺縱橫，不屑屑蹈常襲故，雄聲瑰偉，足與古作者角力。”杭世骏称他“藻耀高翔，才名为词科中第一；所作《文种庙铭》等，皆天下奇作”。詩學韓愈、孟郊，“奇情逸藻，才與學相濟而成”。袁枚说他是“旷代奇才”。